# Андреев, Александр Петрович (Герой Социалистического Труда)
Алекса́ндр Петро́вич Андре́ев (19 июня 1910, Москва, Российская империя — 22 января 1990, Свердловск, СССР) — Герой Социалистического Труда, директор Свердловского завода электроавтоматики.

## Биография
Окончил Московский машиностроительный институт им. Н. Э. Баумана.
В 1928 году начал свою трудовую деятельность чертёжником на заводе «Геофизика», затем конструктором, начальником технического отдела, а с 1938 года — главный технолог Государственного союзного завода № 217 (завод «Геофизика»).
В годы Великой Отечественной войны, в 1941 году завод № 217 был эвакуирован в Свердловск. В 1943 году был назначен главным инженером и заместителем директора.
В 1949—1953 годах занимал должность директора завода № 217 (Уральский оптико-механический завод). Под руководством А. П. Андреева на заводе началось производство оптического геодезического дальномера, первого в стране фазового дальномера с полупроводниковым излучателем и радиодальномера.
В 1953—1971 годах был директором Свердловского завода электроавтоматики. Под его руководством на заводе выпускались радиоэлектронные системы разведки и управления для Сухопутных войск и войск ПВО (СОН-4А, СОН-9, СОН-9А, СОН-15, СНР-125) и радиолокационные метеорологические станции (РМС-1, «Метеор», «Метеорит», РВЗ-1 «Проба»). В 1971 году был снят с должности и оставался на заводе в должности начальника отдела научной организации труда, а в 1975 году вышел на пенсию.
Был членом КПСС, депутатом Свердловского городского Совета депутатов трудящихся, членом Свердловского обкома и горкома КПСС.
Скончался в 1990 году. Похоронен на Широкореченском кладбище.

## Награды
За свои достижения был неоднократно награждён:
- 18.01.1942 — орден Трудового Красного Знамени;
- 1944 — медаль «За оборону Москвы»;
- 1945 — Медаль «За доблестный труд в Великой Отечественной войне 1941—1945 гг.»;
- 16.09.1945 — орден Ленина;
- 06.03.1962 — орден Ленина;
- 29.07.1966 — звание Герой Социалистического Труда с золотой медалью Серп и Молот и орден Ленина «за выдающиеся заслуги в выполнении заданий семилетнего плана и достижение высоких технико-экономических показателей в работе»;
- 26.04.1971 — орден Октябрьской Революции.